# Aeropuerto de Matsuyama
El Aeropuerto de Matsuyama (松山空港 Matsuyama Kūkō?) (Código IATA: MYJ, Código OACI: RJOM) es un aeropuerto situado en la Ciudad de Matsuyama, en la Prefectura de Ehime en Japón. 

## Características
La dirección es: Minamiyoshidamachi 2731, Ciudad de Matsuyama, Prefectura de Ehime. Su código postal es 〒791-8042.
Es el principal aeropuerto de la Región de Shikoku con una superficie de 1.348.570 m². Su acceso desde el centro de la ciudad es rápido.
Se encuentra ubicado a orillas del Nada de Iyo (伊予灘 Iyo-nada?), siendo su ruta área de acceso principal la proveniente del mar (en sentido oeste-este).
Se encuentra en una zona industrial, entre las que se destaca la fábrica perteneciente a la empresa Teijin.

## Historia

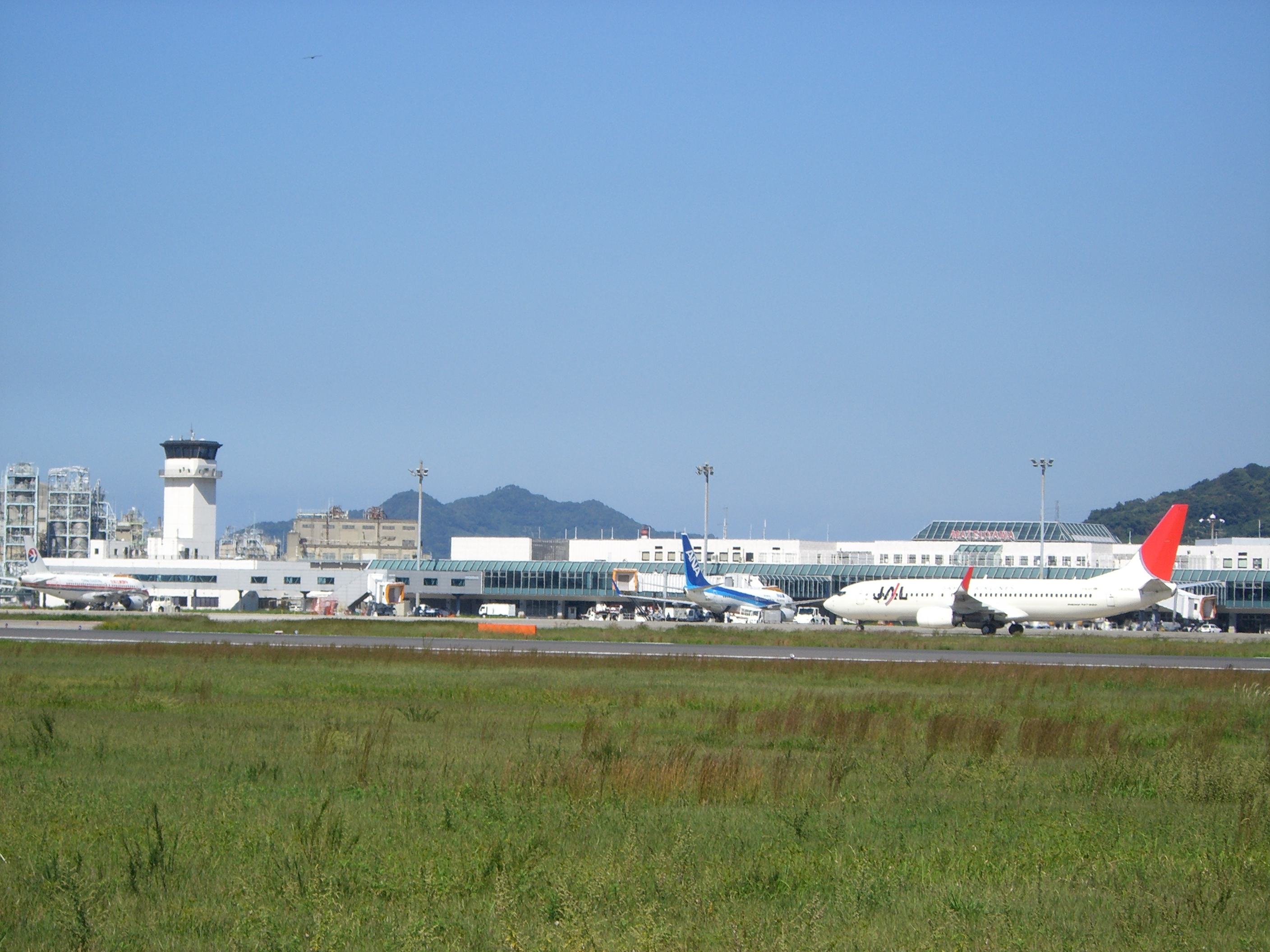
Aeropuerto de Matsuyama.

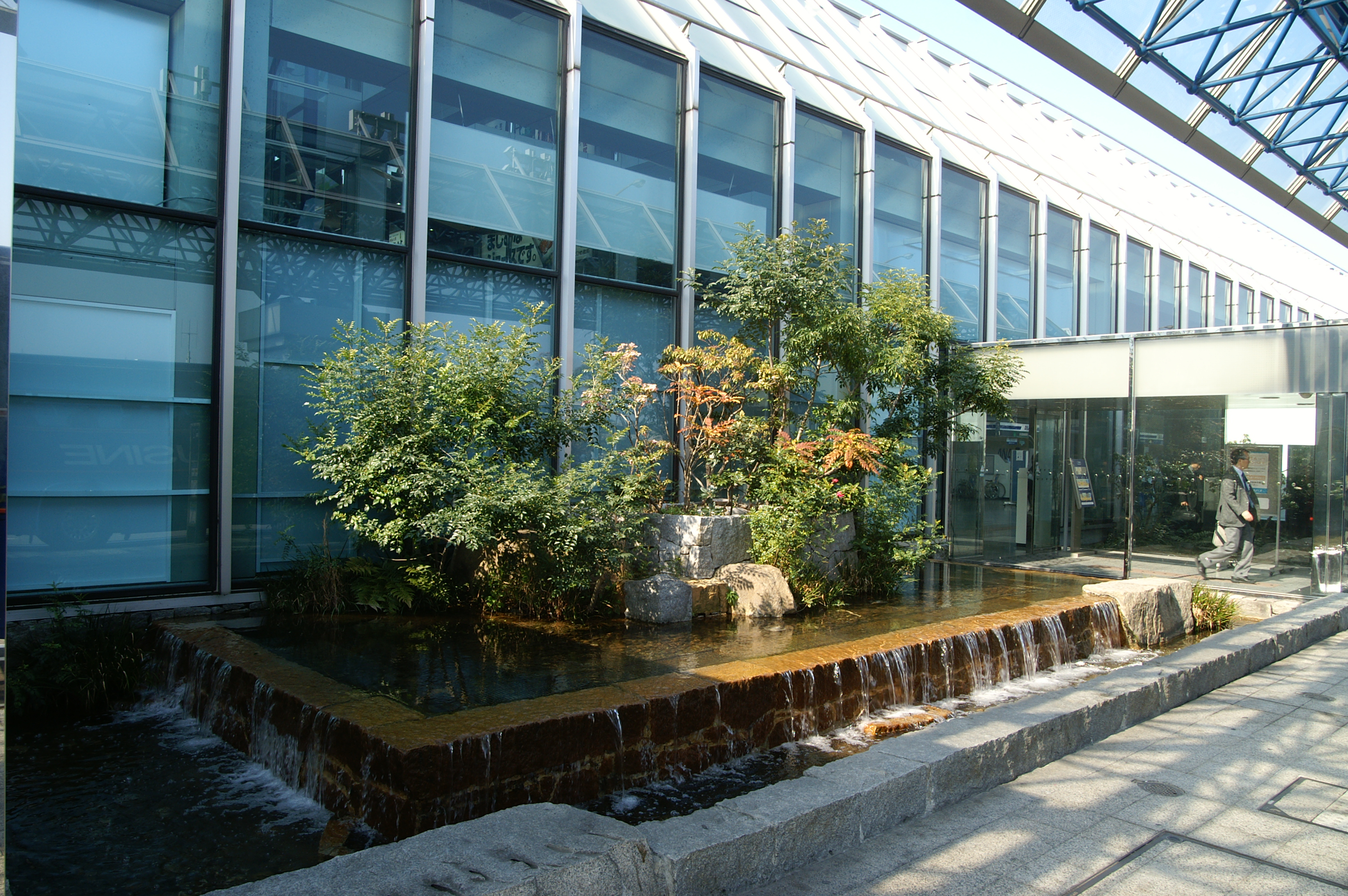
Entrada al Aeropuerto de Matsuyama.

- 1941: en junio se inicia su construcción.
- 1943: en octubre se inaugura una pista de 600 m, perteneciente a la Base Matsuyama de la Fuerza Naval. En su momento se denominaba Aeródromo de Yoshidahama (吉田浜飛行場 Yoshidahama-hikōjō?).
- 1944-1945: fue una base importante durante la Segunda Guerra Mundial.
- 1945: en agosto, finalizada la Segunda Guerra Mundial, pasa a manos de los Aliados. La Real Fuerza Aérea del Reino Unido toma posesión del mismo.
- 1952: en julio es devuelta a Japón y pasa a ser un aeropuerto público.
- 1956: en marzo se inician vuelos con frecuencia irregular a la Ciudad de Osaka.
- 1958: en febrero es reconocido como aeropuerto principal.
- 1959: se inaugura el edificio de la Terminal (1° Generación).
- 1960: en octubre se extiende la pista a 1.200 metros.
- 1961: en abril se regulariza la frecuencia de los vuelos Matsuyama-Osaka, convirtiéndose en el primero en hacerlo.
- 1961: en septiembre se inician los vuelos regulares a la Ciudad de Hiroshima (hasta marzo de 1999).
- 1965: en noviembre se inauguran los vuelos directos a Tokio.
- 1966: en enero se inauguran los vuelos a la Ciudad de Fukuoka.
- 1967: en abril se inicia un proyecto quinquenal con el objeto de extender la pista.
- 1968: se inaugura el nuevo edificio de la Terminal (2° Generación).
- 1971: en mayo se inauguran los vuelos a la Ciudad de Nagoya.
- 1972: en marzo se inauguran los vuelos a las ciudades de Okayama (hasta octubre de 1981) y Miyazaki (hasta febrero de 2005).
- 1972: en abril se inaugurada la pista de 2.000 metros, siendo el primer aeropuerto de las regiones de Shikoku y Chugoku (sexto en todo Japón) en operar aviones jet. Aterriza un Boeing 737.
- 1973: en junio se establece la prioridad de la ruta aérea de acceso principal proveniente del mar, para reducir la contaminación sonora.
- 1978: en noviembre se establece la empresa Terminal del Aeropuerto de Matsuyama (松山空港ビル Matsuyamakūkō-biru?).
- 1978: en diciembre se inauguran los vuelos a la Ciudad de Kagoshima.
- 1979: en abril parte el primer vuelo chárter internacional hacia Hong Kong.
- 1981: en octubre se inicia un proyecto a cinco años para extender la pista a 2.500 metros.
- 1985: en octubre se inician las obras de ampliación del área de la Terminal y extensión de la pista hacia el mar (para lo cual se llevan a cabo trabajos de rellenado).
- 1986: en noviembre se inauguran los vuelos a la Ciudad de Naha.
- 1989: en julio se extiende el horario operativo del aeropuerto a 13 horas (7:30 a 20:30).
- 1991: en octubre se inician los vuelos a la Ciudad de Sapporo.
- 1991: en diciembre se completa la extensión de la pista a sus 2.500 metros actuales (lo que le permite operar con aeronaves Boeing 747 y DC-10) y queda inaugurada la nueva Terminal (3° Generación).
- 1992: en enero queda constituida la Comisión para la Promoción del Uso del Aeropuerto de Matsuyama (integrado por grupos de interés de la Prefectura de Ehime y de la Ciudad de Matsuyama).
- 1992: en septiembre queda habilitada la Terminal de Cargas.
- 1994: en septiembre se inician los vuelos al Aeropuerto Internacional de Kansai.
- 1994: en diciembre se inaugura la Terminal Internacional.
- 1995: en abril se inician los vuelos a Seúl (Corea del Sur).
- 1996: en septiembre se inician los vuelos a Sendai (hasta diciembre de 1998).
- 1997: en diciembre se inician los vuelos a Komatsu (hasta junio de 1999).
- 1998: en junio se inician los vuelos a Matsumoto (hasta julio de 2001)
- 2004: en julio se inician los vuelos a Shanghái.
- 2004: en octubre se inician los vuelos a Kumamoto.
- 2005: en febrero se inician los vuelos al Aeropuerto Internacional de Chubu.
- 2005: en julio se extiende el horario operativo del aeropuerto a 14 horas (7:30 a 21:30).
- 2007: el 4 de septiembre se convierte en el primer aeropuerto de Japón en no admitir los pasajes de avión convencionales (de la All Nippon Airways), aceptando únicamente los boletos electrónicos.

## Aerolíneas y destinos

### Destinos domésticos
- All Nippon Airways (Aeropuerto de Shin-Chitose [sólo abril - octubre], Aeropuerto Internacional de Tokio, Aeropuerto Internacional de Chubu-Centrair, Aeropuerto de Osaka-Itami, Aeropuerto Internacional de Kansai)
- Amakusa Airlines (Aeropuerto de Kumamoto)
- Japan Airlines (Aeropuerto Internacional de Tokio, Aeropuerto de Fukuoka)
  - operado por J-Air (Aeródromo de Nagoya)
- Japan Air Commuter (Aeropuerto de Osaka-Itami, Aeropuerto de Fukuoka, Aeropuerto de Kagoshima)
- Japan Transocean Air (Aeropuerto de Naha)

### Destinos internacionales
- Asiana Airlines: Seúl (Aeropuerto Internacional de Inchon)
- China Eastern Airlines: Shanghái (Aeropuerto Internacional de Shanghái)

## Accesos

### Autobús
- Ferrocarril Iyo

Los servicios se prestan en forma coordinada con los arribos y partidas de los vuelos. Cuenta con los siguientes servicios:
- - hacia y desde el Onsen de Dogo, pasando por las estaciones de Matsuyama y Ciudad de Matsuyama.
  - hacia y desde la Estación Ciudad de Matsuyama, pasando por la Estación Matsuyama sólo en sentido hacia la Estación Ciudad de Matsuyama.
  - servicio común hacia y desde las paradas　Wakigafuchi (湧ヶ渕?), Yu-no-yama Nyu taun (湯の山ニュータウン Yu-no-yama Nyū taun?), Onsen de Dogo (道後温泉 Dōgo Onsen?) y Estación Ciudad de Matsuyama (松山市駅 Matsuyamashi-eki?).